# Geinella intermedia
Geinella intermedia es una especie de insecto coleóptero de la familia Chrysomelidae.
Fue descrita científicamente en 1987 por Chen.